# Сиони (футбольный клуб)
«Сиони» — грузинский футбольный клуб, базирующийся в городе Болниси. Домашний стадион имени Тамаза Степания вмещает 3 тысячи зрителей.

## История
В высшем дивизионе чемпионата Грузии дебютировал в сезоне-1995/96. До этого играл в Первой лиге (1992/93—1994/95), Кубке Грузии и Кубке Грузинской ССР. Победитель восточной зоны Первой лиги 1994/95.
В сезоне 2003/04 «Сиони» по результатам чемпионата Грузии разделил первое место с клубом «ВИТ Джорджия», но в «золотом матче» уступил ему со счётом 0:2. Игра за 1-е место ознаменовалась беспорядками на трибунах, болельщики «Сиони» неоднократно выбегали на поле. Клуб был исключён из числа участников Кубка УЕФА 2004/05.
В 2006 году «Сиони» выиграл чемпионат Грузии, что дало ему право участвовать в первом квалификационном раунде Лиги чемпионов, в нём клуб обыграл азербайджанский «Баку» с общим счётом (2:1), во втором квалификационном раунде «Сиони» уступил болгарскому «Левски» с общим счётом 0:4.
Во втором по значимости еврокубке «Сиони» принимал участие 2 раза: в квалификации Кубка УЕФА 2003/04 проиграл словацкому «Пухову» — 0:3, 0:3, и на первом квалификационном раунде Лиге Европы 2014/15 уступил по правилу выездного гола албанскому клубу «Фламуртари» — 2:3, 2:1.
В Первой лиге 2008/09 играла команда «Сиони-2».

## Достижения
Эровнули лига
- Чемпион (1): 2005/06
- Вице-чемпион (1): 2003/04

Эровнули лига 2
- Чемпион (2): 1994/95 (Восток), 2020/21

Кубок Грузии
- Финалист (1): 2002/03